# Drobyszewo (obwód lipiecki)
Drobyszewo (ros. Дробышево) – wieś (ros. деревня, trb. dieriewnia) w zachodniej Rosji, w sielsowiecie jurskim rejonu wołowskiego w obwodzie lipieckim.

## Geografia
Miejscowość położona jest nad ruczajem Jurskoj, 3,5 km od centrum administracyjnego sielsowietu jurskiego (Jurskoje), 16 km od centrum administracyjnego rejonu (Wołowo), 125 km od stolicy obwodu (Lipieck).
W granicach miejscowości znajduje się ulica Imieni N. K. Krupskoj (16 posesji).

## Demografia
W 2012 r. miejscowość zamieszkiwało 45 osób.